# Condado de Kittitas
O Condado de Kittitas é um dos 39 condados do Estado americano de Washington. A sede de condado é Ellensburg, e sua maior cidade é Ellensburg. O condado possui uma área de 6,043 km², uma população de 33,362 habitantes, e uma densidade populacional de 6 hab/km² (segundo o censo nacional de 2000).